# Sinogomphus scissus
Sinogomphus scissus är en trollsländeart som först beskrevs av Mclachlan 1896.  Sinogomphus scissus ingår i släktet Sinogomphus och familjen flodtrollsländor. IUCN kategoriserar arten globalt som otillräckligt studerad. Inga underarter finns listade i Catalogue of Life.